# Lili Marlene
Lili Marlene je česká rocková skupina, kterou vede hráč na klávesové nástroje Martin Němec. Skupinu vedle Němce tvoří zpěvačka Dáša Součková, kytarista Jan Šobr, klávesista Pavel Nedoma, baskytarista Petr Kohut, bubeník Radek Doležal a trumpetista Miroslav Barabáš. Skupina vznikla v roce 2002 a první album nazvané Tango desolato vydala o šest let později. Své druhé album nazvané Vrány a havrani skupina vydala v roce 2014 a jeho producentem byl Milan Cimfe.

## Diskografie
- Tango desolato (2008)
- Vrány a havrani (2014)
- Nevidané CD (2020)